# أوتيس نيكسون
أوتيس نيكسون (بالإنجليزية: Otis Nixon) هو لاعب كرة قاعدة أمريكي، ولد في 9 يناير 1959 في Evergreen, Tatums Township, Columbus County, North Carolina ‏ في الولايات المتحدة.

## وصلات خارجية
- أوتيس نيكسون على موقعبيزبول رفرنس.كوم (الدوري الرئيسي) (الإنجليزية)
- أوتيس نيكسون على موقعبيزبول رفرنس.كوم (الدوري الثانوي) (الإنجليزية)
- أوتيس نيكسون على موقع مشجعي الرسوم البيانية (الإنجليزية)